# 上林春松本店
有限会社上林春松本店（かんばやししゅんしょうほんてん）は、京都府宇治市にある茶問屋。創業 永禄年間。現在の当主は、第15代上林春松（秀敏）。
茶の加工と販売を主な事業とし、茶道の家へ茶を納めるほか、百貨店などにも販路を持ち、インターネット上でオンライン販売も行う。品揃えは、抹茶、玉露から番茶までをそろえている。
製茶工場では見学を受け付けている。
また、宇治市宇治橋通りに「宇治・上林記念館」を開き、茶の資料や製茶道具を公開している。

## 所在地
茶問屋 有限会社上林春松本店
- 〒611-0021 京都府宇治市宇治妙楽 38

製茶工場
- 〒611-0021 宇治市宇治蔭山9番地

上林記念館
- 〒611-0021 京都府宇治市宇治橋通り一丁目

## 歴史
1558年～1569年（永禄年間）創業。江戸時代は、「御物茶師」（ごもつちゃし）として宇治を仕切る。1952年（昭和27年）に有限会社となる。

## 宇治・上林記念館

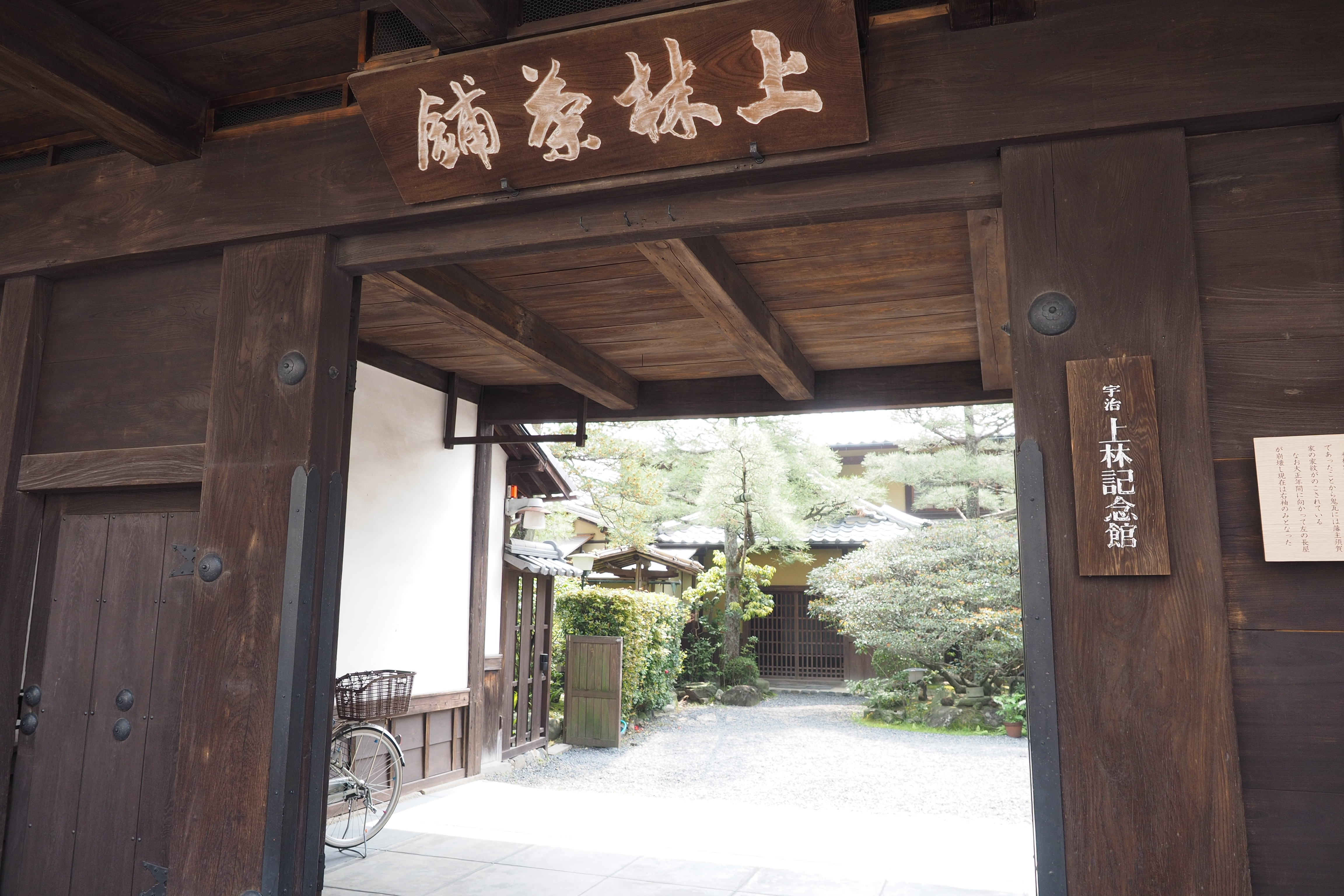
宇治・上林記念館

宇治・上林記念館（うじ かんばやしきねんかん）は、宇治橋通りにあるお茶の資料館。茶の資料や 製茶道具を展示する。建物自体も歴史的なものである。

## 関連書籍
- 上林春松・上林秀敏『宇治茶と上林一族』宮帯出版社、2017年。